# Liste des comtes puis ducs de Rethel
Ceci est une liste des différents féodaux qui possédèrent Rethel. Au début, ils étaient comtes de Rethel, puis le comté fut érigé en pairie (1405), en duché-pairie (1581), et devint en 1663 le duché de Mazarin.

## Première maison de Rethel
Le comté de Rethel serait issu de la garde d’une forteresse élevée par l’archevêque de Reims à Omont à la fin du IXe siècle. Un certain Dodon, cité par Flodoard, et qui avait un lien plus ancien avec cette terre d'Omont, est investi de cette forteresse épiscopale par son frère l’archevêque Artaud de Reims à la faveur de troubles politiques en 943. Il aurait transmis la charge de seigneur d'Omont à ses descendants, notamment à Manassès, fils ou neveu de Dodon.
En 989, Manassès aurait forcé les portes de Reims et pénétré en armes dans la basilique de Saint-Remi, accompagné du comte Roger de Porcien ; servant la cause de Charles de Basse-Lotharingie, fils de Louis IV et prétendant au trône de Francie occidentale, il aurait permis ainsi au Carolingien de s’emparer de la métropole au détriment d’Hugues Capet. Cet épisode est relaté par Richer de Reims. Durant Xe siècle, le détenteur d’Omont apparaît ainsi comme un élément au rôle politique et militaire important au sein de l’aristocratie régionale, fidèle à l’archevêque et à la cause carolingienne.
Ces descendants se seraient appropriés un titre comtal vers l’an mille, et se seraient établis à Rethel, un fief tenu jusqu'alors par l’Église de Reims sur les bords de l’Aisne, avant 1026. Ils restent vassaux de l'archevêque de Reims. Les territoires propriétés des seigneurs d’Omont et de Rethel auraient été ensuite réunis. Ce titre comtal figure dans une lettre de l’archevêque Adalbéron pour son frère Godefroid, comte de Verdun, en août 988. Le jeu des alliances matrimoniales aurait encore renforcé l'influence de ces aristocrates.
Le domaine de Rethel devient le principal centre du pouvoir comtal dans le courant des années 1070, même si des châtellenies importantes, telles Mouzon, Sainte-Menehould et peut-être Stenay, sont rattachées à ce comté. En 1055, Gervais de Bellême est intronisé archevêque de Reims. Inquiet de la puissance de son vassal le comte de Rethel, il s'emploie à le déposséder de certaines de ces châtellenies, ainsi que l'évêque de Verdun. Les comtes de Rethel recentrent alors leurs prérogatives autour du château de Rethel.
Gervais, comte de Rethel et frère de Mathilde, meurt en 1124. Son seul frère survivant, Baudouin du Bourg, est installé en Terre sainte et y était devenu roi de Jérusalem. Ce fut donc Mathilde, sa sœur, puis son époux Eudes de Vitry qui se voient transmettre au XIIe siècle le comté de Rethel, marquant la fin du lignage masculin de la première maison de Rethel.
? – après 989 : Manassès Ier
après 989 – après 1026 : Manassès II
marié à Dada ou Judith (de Roucy ?)
avant 1048-1081 : Manassès III, fils du précédent
marié à Judith (de Boulogne ou de Lotharingie ?)
1081-1118 : Hugues Ier (mort en 1118), fils des précédents
marié à Mélisende de Montlhéry, fille de Gui Ier, seigneur de Montlhéry, et d'Hodierne de Gometz
1118-1124 : Gervais (mort en 1124), fils des précédents et frère de Baudouin II, roi de Jérusalem
marié à Elisabeth de Namur, fille de Godefroy Ier, comte de Namur, et de Sibylle de Château Porcien.
1124-1151 : Mathilde († 1151), fille de Hugues Ier
mariée à Eudes de Vitry († 1158) ci-après

## Seconde maison de Rethel
1124-1158 : Eudes de Vitry († 1158) ci-dessus
marié à Mathilde de Rethel

les armes des comtes de Rethel

1158-1171 : Ithier († 1171), fils des précédents
marié à Béatrice de Namur, fille de Godefroy Ier, comte de Namur, et d'Ermesinde de Luxembourg
1171-1199 : Manassès IV (1158 † 1199), fils des précédents
marié à Mathilde de Kybourg, fille de Conrad, comte de Kybourg, et de Mathilde de Bar
1199-1227 : Hugues II († 1227), fils des précédents
marié à Félicité de Broyes, fille de Simon de Broyes et d'Agnès de joigny
1227-1242 : Hugues III († 1242), fils des précédents
marié à Mabille de Bailleul
marié à Jeanne de Dampierre
1242-1251 : Jean Ier († 1251), frère du précédent
marié à Marie de Thourotte
1251-1262 : Gaucher († 1262), frère du précédent
1262-1272 : Manassès V († 1272), frère du précédent
marié à Elisabeth d'Écry
1272-1285 : Hugues IV (1244 † 1285), fils des précédents
marié en premières noces à Agnès de Chiny
marié en secondes noces à Marie d'Enghien
marié en troisièmes noces en 1275 à Isabelle de Grandpré
1285-1328 : Jeanne de Rethel fille de Hugues IV et d'Isabelle de Grandpré
mariée en 1290 à Louis de Dampierre, comte de Nevers ci-après.

## Maison de Dampierre
1290-1322 : Louis Ier de Dampierre († 1322), comte de Nevers et de Rethel ci-dessus
marié en 1290 à Jeanne de Rethel
1322-1346 : Louis II († 1346), comte de Flandre, de Nevers et de Rethel, fils des précédents
marié en 1317 à Marguerite de France (1310 † 1382), comtesse d'Artois
1346-1384 : Louis III (1330 † 1384), comte de Flandre, d'Artois, de Nevers et de Rethel, fils des précédents
marié en 1347 à Marguerite de Brabant (1323 † 1380)
1384-1402 : Marguerite (1350 † 1405), comtesse de Flandre, de Bourgogne, d'Artois, de Nevers et de Rethel, fille des précédents
mariée en premières noces en 1357 à Philippe Ier de Rouvres (1346 † 1361) duc de Bourgogne
mariée en secondes noces en 1369 à Philippe Ier le Hardi , (1342 † 1404) duc de Bourgogne, comte de Rethel du droit de son épouse de 1384 à 1402.

## Maison de Bourgogne
1402-1406 : Antoine (1384 † 1415), fils de la précédente, duc de Brabant en 1406.

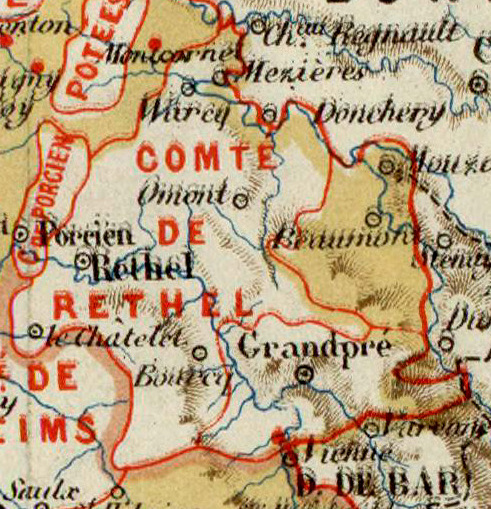
Le comté de rethel vers 1430.

1406-1415 : Philippe II (1389 † 1415), comte de Nevers et de Rethel, frère du précédent 
marié en premières noces en 1409 à Isabelle de Soissons († 1411)
marié en secondes noces en 1413 à Bonne d'Artois (1396 † 1425)
1415-1464 : Charles Ier (1414 † 1464), comte de Nevers et de Rethel, fils de Philippe de Bourgogne et de Bonne d'Artois
marié en 1456 à Marie d'Albret († 1486)
1464-1491 : Jean II (1415 † 1491), comte de Nevers, d'Étampes, d'Eu et de Rethel, fils de Philippe de Bourgogne et de Bonne d'Artois
marié en premières noces en 1436 à Jacqueline d'Ailly († 1470), d'où 
- Elisabeth (1440 † 1483), héritière de Nevers, mère d'Engilbert de Clèves, comte de Nevers en 1491
- Philippe (1446 † 1454)

marié en secondes noces en 1471 à Paule de Brosse (1450 † 1479), d'où 
- Charlotte, comtesse de Rethel en 1491

marié en troisièmes noces en 1480 à Françoise d'Albret (1454 † 1521), sans postérité.
1491-1500 : Charlotte, comtesse de Rethel, (1472 † 1500), fille du précédent et de Paule de Brosse
mariée en 1486 à Jean III d'Albret-Rethel († 1524), seigneur d'Orval, frère de sa belle-mère

## Maison d'Albret
1491-1500 : Jean III d'Albret-Rethel († 1524), seigneur d'Orval
marié en 1486 à Charlotte de Bourgogne, comtesse de Rethel, (1472 † 1500) d'où 
- Marie, qui suit, mariée à Charles II de Nevers
- Charlotte, qui suit, mariée à Odet de Foix

1500-1525 : Marie d'Albret (1491 † 1549), comtesse de Rethel, fille des précédents
mariée en 1504 à Charles II de Clèves († 1521), comte de Nevers ci-après
Veuve en 1521, Marie d'Albret cède en 1525 le comté de Rethel à sa sœur cadette Charlotte, épouse d'Odet de Foix.
1525-1527 : Charlotte d'Albret (1495 † 1527), comtesse de Rethel, sœur de la précédente
mariée en 1520 à Odet de Foix († 1528), vicomte de Lautrec ci-après

## Maison de Foix

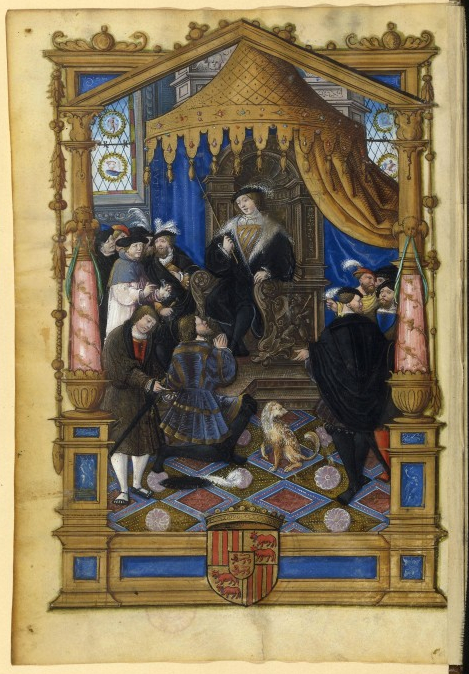
Hommage rendu en 1533 à Henri de Foix par ses vassaux du Rethelois (enluminure du Maître de François de Rohan)

1525-1527 : Odet de Foix († 1528), vicomte de Lautrec
marié en 1520 à Charlotte d'Albret (1495 † 1527), comtesse de Rethel
1527-1540 : Henri de Foix (1522-1540), comte de Rethel, vicomte de Lautrec, fils des précédents, non marié
1540-1548 : Claude de Foix (1523-1548), comtesse de Rethel, vicomtesse de Lautrec, sœur du précédent
mariée en 1535 à Guy XVII de Laval (1522-1547), comte de Laval et de Montfort, baron de Quintin, sans postérité
mariée en 1548 à Charles de Luxembourg (1527-1553), vicomte de Martigues, sans postérité

## Seconde maison de Clèves oumaison de La Marck
1504-1521 : Charles II de Clèves († 1521), comte de Nevers, petit-fils d'Élisabeth de Bourgogne
mariée en 1504 à Marie d'Albret ci-dessus
Veuve en 1521, Marie d'Albret cède en 1525 le comté de Rethel à sa sœur cadette Charlotte, épouse d'Odet de Foix.
Le fils de Marie, hérite à nouveau de Rethel à la mort de sa cousine Claude de Foix
1549-1561 : François Ier de Clèves (1516 † 1561), duc de Nevers, comte de Rethel, fils des précédents
marié en 1538 à Marguerite de Vendôme (1516 † 1589)
1561-1562 : François II de Clèves (1540 † 1562), duc de Nevers, comte de Rethel, fils des précédents
marié en 1561 à Anne de Bourbon-Montpensier (1540 † 1572)
1562-1564 : Jacques de Clèves (1544 † 1564), duc de Nevers, comte de Rethel, frère du précédent
marié en 1558 à Diane de La Marck , fille de Robert IV de La Marck.
1564-1601 : Henriette de Clèves (1542 † 1601), duchesse de Nevers, comtesse puis duchesse de Rethel, sœur du précédent
mariée en 1565 à Louis IV Gonzague de Mantoue (1539 † 1595), duc de Nevers et comte puis duc de Rethel du droit de son épouse (1565-1595).
En 1581, le comté de Rethel est érigé en duché.

## Maison de Gonzague
1601-1637 : Charles III (1580 † 1637), duc de Rethel et de Nevers (Charles III, 1601-1637), 1er prince d'Arches (Charles Ier, 1608-1637), duc souverain de Mantoue (Charles Ier, 1627-1637) et duc de Montferrat (Charles Ier, 1627-1637)
marié en 1599 à Catherine de Mayenne (1585 † 1618), sœur de Henri de Mayenne
- 1619-1622 : François (1606 † 1622), duc de Rethel par courtoisie, fils des précédents

- 1622-1631 : Charles (1609 † 1631), duc de Rethel par courtoisie et de Mayenne (Charles III, 1621-1631), frère du précédent

marié en 1627 à Marie de Mantoue (1609 † 1660)
1637-1659 : Charles IV (1629 † 1665), duc de Rethel, de Nevers (Charles IV, 1637-1659) et de Mayenne (Charles IV, 1632-1654), 2e prince d'Arches (Charles II, 1637-1665), duc de Mantoue et de Montferrat (Charles II, 1637-1665) fils des précédents
marié en 1649 à Isabelle de Habsbourg (1629 † 1685)
Après le duché de Mayenne en 1654, Charles IV vend les duchés de Nevers et de Rethel à Mazarin en 1659.

## Duché de Mazarin
1659-1661 : Jules Mazarin (1602 † 1661), cardinal, premier ministre de Louis XIV
1661-1699 : Hortense Mancini, duchesse de Rethel et de Mayenne, nièce du précédent, fille de Michel Mancini et de Girolama Mazarini (sœur de Mazarin)
mariée (en 1661 et séparé en 1666) avec Armand-Charles de La Porte (1632 † 1713), duc de La Meilleraye
En 1663, le duché de Rethel devient le duché de Mazarin.
1699-1731 : Paul-Jules de La Porte (1666 † 1731), duc de Mazarin, de Mayenne et de La Meilleraye, fils des précédents
marié en premières noces (1685) à Charlotte Félicité de Durfort († 1730) petite fille de Guy Aldonce Ier de Durfort.
marié en secondes noces (1731) à Françoise de Mailly (1688 † 1742)
1731-1738 : Paul de La Porte (1701 † 1738), duc de Mazarin, de Rethel, de Mayenne et de La Meilleraye, fils du précédent et de Charlotte Félicité de Durfort
marié (1716) à Louise Françoise de Rohan (1695 † 1755)
Charlotte Antoinette de La Porte (1719 † 1735), fille des précédents
mariée en 1733 à Emmanuel-Félicité de Durfort, duc de Duras (1715 † 1789)
1738-1781 : Louise-Jeanne de Durfort (1735 † 1781), duchesse de Mazarin[réf. à confirmer], de Mayenne[réf. nécessaire] et de la Meilleraye[réf. à confirmer], fille des précédents
mariée en 1747 à Louis Marie Guy d'Aumont de Rochebaron (1732 † 1799), duc d'Aumont
1781-1789 : Louise d'Aumont (1759 † 1826), duchesse de Mazarin, de Mayenne et de la Meilleraye, fille des précédents
mariée en 1771 (et divorcée en 1798) avec Honoré IV Grimaldi, prince de Monaco (1758 † 1819)